# 1914.
◄ | 19. stoljeće | 20. stoljeće | 21. stoljeće | ►
◄ | 1880-ih | 1890-ih | 1900-ih | 1910-ih | 1920-ih | 1930-ih | 1940-ih | ►
◄◄ | ◄ | 1911. | 1912. | 1913. | 1914. | 1915. | 1916. | 1917. | ► | ►►
Arhitektura • Astronomija • Biologija • Film • Fotografija • Glazba • Kazalište • Kemija • Kiparstvo • Knjige • Književnost • Kršćanstvo • Meteorologija • Medicina • Planinarstvo • Politika • Pravo • Promet • Slikarstvo • Strip • Šport • Televizija • Znanost • Zrakoplovstvo • Željeznički promet
1914. (rim. MCMXIV), bila je trinaesta godina 20. stoljeća, najpoznatija kao godina početka Prvoga svjetskog rata.

## Događaji
- 1. siječnja – Na Floridi je uspostavljen prvi linijski let na svijetu između St. Petersburga (SAD) i Tampe.
- siječnja – Izašao Hrvatski automobilni list, prvo stručno glasilo automobilističke športske grane u Hrvatskoj.[1]
- 2. veljače – Charles Chaplin prvi put nastupa u nijemoj komediji  Making a living.
- 28. lipnja – Sarajevski atentat: pripadnik Mlade Bosne Gavrilo Princip ubio austro-ugarskog prijestolonasljednika Franju Ferdinanda i njegovu suprugu Sofiju, čime je izazvao Prvi svjetski rat.
- 28. srpnja – Austro-Ugarska, na poticaj Njemačke objavljuje rat Srbiji. Nakon još nekoliko objavljenih ratova započinje Prvi svjetski rat.
- 13. kolovoza – Kod Rovinja potonuo brod "Baron Gautsch", povukavši sa sobom na dno 400 ljudi.

## Rođenja

### Siječanj – ožujak
- 5. siječnja – Branko Špoljar, hrvatski glumac († 1985.)
- 6. siječnja – Stefania Łącka, poljska novinarka († 1946.)
- 11. siječnja – Franka Bačić, hrvatska glumica († 1989.)
- 18. siječnja – Arno Schmidt, njemački književnik († 1979.)
- 5. veljače – Alan Lloyd Hodgkin, britanski fiziolog i nobelovac († 1998.)
- 15. veljače – Ernest Dubac, hrvatski nogometaš († 1985.)
- 22. veljače – Renato Dulbecco, talijanski virolog i nobelovac († 2012.)
- 8. ožujka – Jakov Zeldovič, sovjetski fizičar († 1987.)
- 15. ožujka – Mladen Stahuljak, hrvatski skladatelj i dirigent († 1996.)
- 24. ožujka – Ivo Maček, hrvatski pijanist i skladatelj († 2002.)
- 29. ožujka – Herta Haas, slovenska ekonomistica († 2010.)
- 31. ožujka – Octavio Paz – meksički književnik i diplomat († 1998.)

### Travanj – lipanj
- 2. travnja – Alec Guinness, engleski glumac († 2000.)
- 4. travnja – Marguerite Duras, francuska spisateljica († 1996.)
- 19. travnja – Vanja Timer, hrvatska pjevačica († 2002.)
- 18. svibnja – Boris Hristov, bugarski operni pjevač († 1993.)
- 26. svibnja – Irmã Dulce, brazilska svetica († 1992.)
- 5. lipnja – Rose Hill, britanska glumica († 2003.)

### Srpanj – rujan
- 4. srpnja – Giuseppe Nuccio Bertone, talijanski proizvođač automobila († 1997.)
- 26. kolovoza – Julio Cortázar, argentinski književnik († 1984.)
- 11. rujna – Gojko Stojčević, patrijarh srpski Pavle († 2009.)

### Listopad – prosinac
- 1. listopada – Albe Vidaković, hrvatski skladatelj i muzikolog († 1964.)
- 2. listopada – Tone Kujundžić, hrvatska pjesnikinja († 1996.)
- 9. studenog – Hedy Lamarr, američko-austrijska glumica († 2000.)
- 21. prosinca – Ivan Generalić, hrvatski slikar naive († 1992.)
- 30. prosinca – Jo Van Fleet, američka glumica († 1996.)

### Nepoznat datum rođenja
- Lidija Dominković, hrvatska glumica († 1949.)

## Smrti

### Siječanj – ožujak
- 12. ožujka – George Westinghouse, američki izumitelj (* 1846.)
- 17. ožujka – Antun Gustav Matoš, hrvatski književnik (* 1873.)

### Travanj – lipanj
- 2. travnja – Paul von Heyse, njemački književnik (* 1830.)
- 26. travnja – Juraj Posilović, zagrebački nadbiskup (* 1834.)
- 18. svibnja – Oskar Vojnić, bački hrvatski svjetski putnik, lovac, pustolov, fotograf, istraživač i putopisac (* 1864.)
- 8. lipnja – Tadija Smičiklas, hrvatski povjesničar i političar (* 1843.)
- 16. lipnja – Anka Krežma-Barbot, hrvatska pijanistica i pedagoginja (* 1859.)
- 21. lipnja – Bertha von Suttner, austrijska književnica (* 1843.)
- 28. lipnja – Franjo Ferdinand, austrougarski nadvojvoda (* 1863.)

### Srpanj – rujan
- 17. srpnja – Henri Poincaré, francuski matematičar i teorijski fizičar (* 1834.)
- 19. srpnja – Janez Puh, slovenski izumitelj (* 1862.)
- 26. rujna – August Macke, njemački slikar (* 1887.)

### Listopad – prosinac
- 26. listopada – Fran Galović, hrvatski književnik (* 1887.)
- 3. studenog – Georg Trakl, austrijski pjesnik (* 1887.)
- 19. studenog – Petar Brani, hrvatski glumac i redatelj (* 1840.)
- 16. prosinca – Ivan Zajc, hrvatski skladatelj i dirigent (* 1832.)

## Nobelove nagrade
- fizika: Max von Laue
- kemija: Theodore William Richards
- fiziologija i medicina: Robert Bárány
- književnost: nije dodijeljena
- mir: nije dodijeljena

## Vanjske poveznice
|  | Zajednički poslužitelj ima još gradiva o temi 1914. |